# Municipalitatea Thasos
Municipalitatea Thasos este o municipalitate din Regiunea Macedonia de Est și Tracia.
Aceasta include în principal insula Thasos, dar și insula Kinira. Suprafața municipalității este de 379 km², în timp ce populația sa permanentă se ridică la 13.104 rezidenți conform recensământului din 2021. Sediul municipalității este orașul Limenas.

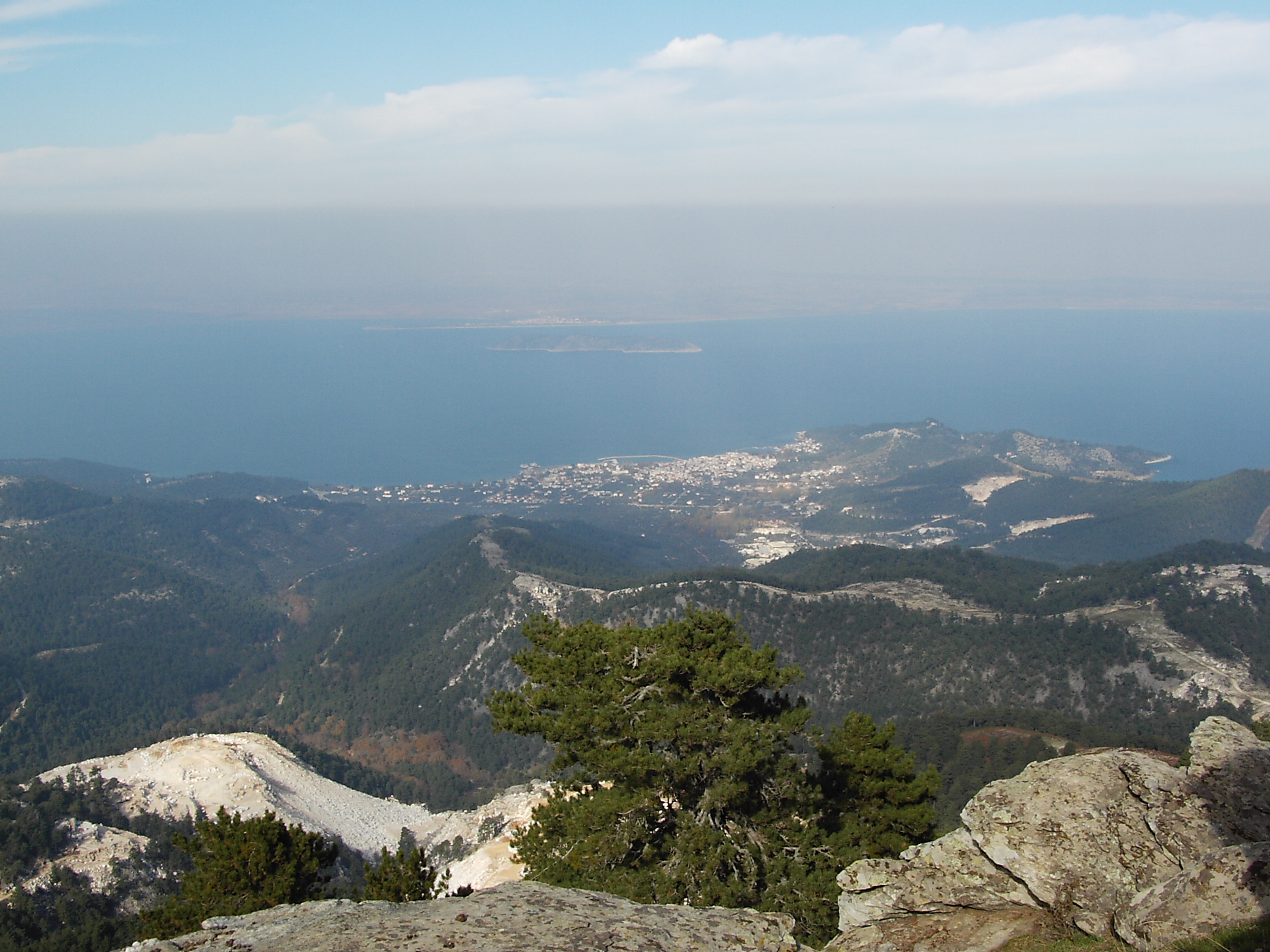
Vedere de sus a sediului administrativ al municipalității Thasos, Limenas
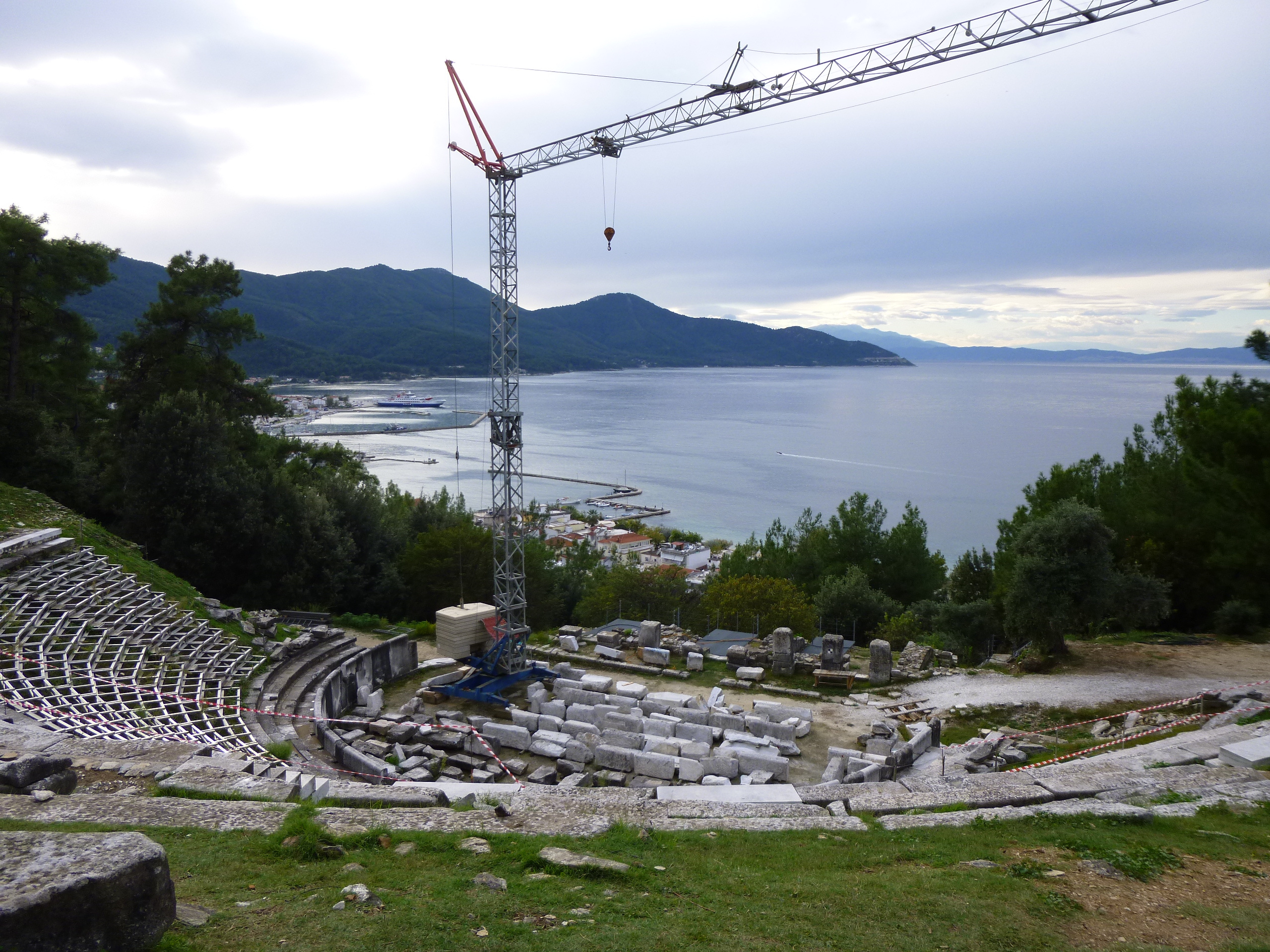
Vedere a teatrului antic din Limenas, locul de desfășurare a evenimentelor Festivalului Philippi - Thasos